# Aphanolejeunea
Aphanolejeunea là một chi rêu trong họ Lejeuneaceae.